# 주랑 현관

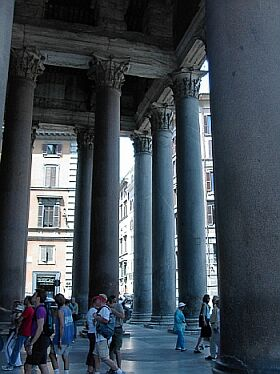
로마 판테온의 주랑 현관 아래에서 본 모습.

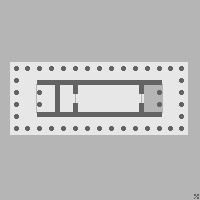
고대 그리스 신전의 평면도: 프라나오스가 강조 표시되어 있다

주랑 현관(이탈리아어: portico 포르티코[*])은 건물 입구로 이어지는 현관 또는 건물에서 확대된 주랑을 일컬으며 통로 위로 지붕이 덮혀있으며 기둥으로 지지하거나 벽이 둘러쳐 있다. 
주랑 현관은 고대 그리스에서 처음으로 나타났으며, 서방권 대부분을 비롯하여 여러 문화에 영향을 주었다.
주랑 현관의 유명한 예로는 미국 의회 의사당의 동쪽 현관이나 로마 판테온의 현관, 런던 대학교의 현관을 들 수 있다. 주차 공간으로 사용되기도 한다.
이탈리아 볼로냐는 여러 주랑 현관으로 유명하다. 이 도시 중심부에는 주랑이 38곳이 있으며, 총 길이는 약 45km에 이른다. 
세계에서 가장 긴 주랑은 볼로냐 시 가장자리에서 마돈나 디 산 루카 수도원에 이르는 주랑 현관으로, 길이는 18km이다.
팔라디오는 처음으로 신전 전면부를 세속 건물에 이용하였다. 영국에서는 신전 전면부 형태가 쓰인 햄프셔 더 바인(The Vyne)이 영국 농촌 가옥에 처음으로 이용한 주랑 현관이다.
그리스나 로마 신전의 주랑 현관에서 안쪽 부분을 프로나오스(pronaos)라고 하는데 주랑 열주 또는 벽에서 켈라(cella) 입구 사이의 공간이다. 
'프로나오스'란 그리스어로 '신전 앞'이라는 뜻이다. 라틴어로 프로나오스는 안티쿰(anticum) 또는 프로도무스(prodomus)라고도 한다. 
로마 신전에서는 보통 프로나오스에 열주만 있고 벽이 없어서 개방되어 있으며, 프로나오스의 폭이 켈라만큼 긴 경우도 있다.

## 같이 보기
- 페리스타일
- 하이포스타일